# Daniele Gastaldello
Daniele Gastaldello (* 25. Juni 1983 in Camposampiero) ist ein ehemaliger italienischer Fußballspieler und aktueller -trainer. Gastaldello war Abwehrspieler und absolvierte den Großteil seiner Spiele für Sampdoria Genua.

## Spielerkarriere

### In den Vereinsmannschaften
Gastaldello begann seine Karriere in der Jugendabteilung von Calcio Padova, von der er 2000 in den Profikader aufstieg. In diesem absolvierte er 21 Spiele bis zu seinem Abschied 2002, als er zu Juventus Turin wechselte. Dieses Engagement verlief allerdings sehr enttäuschend und so verließ er die Juve nach nur einem Jahr ohne Einsatz wieder und schloss sich Chievo Verona an. Doch auch hier kam er nicht zum Zug und wurde ebenfalls nach einem Jahr ohne Ligaeinsatz an den FC Crotone verliehen. Hier kam er in allen Ligapartien sowie den Play-off-Spielen zum Einsatz. Insgesamt bestritt er 49 Spiele und erzielte vier Tore.
Aufgrund seiner guten Leistungen nahm ihn der AC Siena unter Vertrag. Dort spielte er von 2005 bis 2007. Danach wechselte er zu Sampdoria Genua, bei der er 2011 Kapitän wurde. 2015 wechselte er zum FC Bologna, wo er ebenfalls Kapitän war. Im Sommer 2017 schloss sich Gastaldello Brescia Calcio an. 2020 beendete er seine Spielerkarriere.

### In der Nationalmannschaft
Gastaldello spielte in den U-17-, U-19- und U-20-Mannschaften seines Landes. Danach wurde er allerdings nicht weiter berücksichtigt.
Dennoch wurde er ab 2010 von Cesare Prandelli in den Kader der Italiener berufen, kam aber nicht sofort zum Einsatz. Sein Debüt feierte er dann am 29. März 2011 im EM-Qualifikationsspiel gegen die Ukraine.

## Trainerkarriere
Gastaldello wurde 2020 direkt nach dem Ende seiner Spielerkarriere Mitglied im Trainerstab von Brescia Calcio. Nach einer Saison wechselte er 2021 zur U21-Auswahl Italiens, wo er unter Paolo Nicolato Co-Trainer wurde. Seit 2022 ist er wieder Co-Trainer bei Brescia Calcio.

## Erfolge als Spieler
- Aufstieg in die Serie A: 2011/12, 2014/15
- Meister der Seire B: 2018/19